# HD 207760
HD 207760，又名BD-19 6176，SAO 164697、HR 8346，是一颗恒星，视星等为6.16，位于銀經34.79，銀緯-47.96，其B1900.0坐标为赤經21h 46m 8.6s，赤緯-19° -47.96′ 21″。